# Supercopa de Francia 2010
El Trophée des Champions 2010 o (Supercopa de Francia) se disputó el 28 de julio de 2010 entre el ganador de la Ligue 1, Olympique de Marsella, y el campeón de la Copa de Francia, Paris Saint-Germain, de la temporada anterior 2009/2010. La competición se disputó por segunda vez consecutiva fuera de Francia, en el Estadio 7 de Noviembre de Túnez. El Marsella, cuadro dirigido por Didier Deschamps, se impuso por 5-4 al Paris Saint Germain en la definición a penales, luego de empatar a cero en los noventa minutos de juego.

## Detalles del partido
| 28 de julio de 2010, 20:45 CEST | Marseille | 0–0 | Paris SG | Stade 7 Novembre, Túnez,                                           |                                                                    |
|                                 |           | [Report (enlace roto disponible en Internet Archive; véase el historial, la primera versión y la última). Reporte] |          | Asistencia: 57.000 espectadores Árbitro(s): Aouaz Trabelsi (Túnez) | Asistencia: 57.000 espectadores Árbitro(s): Aouaz Trabelsi (Túnez) |

|  |  |  |

| MARSEILLE:       |    |                    |     |     |
|                  |    |                    |     |     |
| GK               | 30 | Steve Mandanda     |     |     |
| RB               | 2  | César Azpilicueta  |     |     |
| CB               | 21 | Souleymane Diawara |     | 44' |
| CB               | 5  | Vitorino Hilton    |     |     |
| LB               | 3  | Taye Taiwo (c)     | 74' |     |
| DM               | 6  | Édouard Cissé      |     |     |
| CM               | 12 | Charles Kaboré     |     |     |
| CM               | 8  | Lucho González     |     |     |
| RW               | 28 | Mathieu Valbuena   |     | 61' |
| LW               | 20 | André Ayew         | 29' | 85' |
| FW               | 24 | Mamadou Samassa    |     |     |
| Sustitutos:      |    |                    |     |     |
| GK               | 40 | Elinton Andrade    |     |     |
| DF               | 14 | Leyti N'Diaye      |     | 44' |
| DF               | 26 | Jean-Philippe Sabo |     |     |
| MF               | 7  | Benoît Cheyrou     |     |     |
| MF               | 10 | Hatem Ben Arfa     |     | 61' |
| MF               | 18 | Fabrice Abriel     |     |     |
| FW               | 29 | Guy Gnabouyou      |     | 85' |
| Manager:         |    |                    |     |     |
| Didier Deschamps |    |                    |     |     |

| Paris SG:         |    |                     |     |     |
|                   |    |                     |     |     |
| GK                | 1  | Grégory Coupet      |     |     |
| RB                | 26 | Christophe Jallet   |     |     |
| CB                | 3  | Mamadou Sakho       | 57' |     |
| CB                | 6  | Zoumana Camara      |     |     |
| LB                | 22 | Sylvain Armand      | 5'  |     |
| CM                | 4  | Claude Makélélé (c) |     |     |
| CM                | 12 | Mathieu Bodmer      |     | 76' |
| AM                | 10 | Stéphane Sessègnon  |     | 65' |
| RM                | 8  | Péguy Luyindula     |     |     |
| LM                | 19 | Nenê                |     |     |
| FW                | 11 | Mevlüt Erdinç       |     | 81' |
| Sustitutos:       |    |                     |     |     |
| GK                | 30 | Apoula Edel         |     |     |
| DF                | 2  | Ceará               |     |     |
| MF                | 20 | Clément Chantôme    |     |     |
| MF                | 23 | Jérémy Clément      |     | 76' |
| FW                | 14 | Mateja Kežman       |     | 81' |
| FW                | 7  | Ludovic Giuly       |     | 65' |
| FW                | 21 | Jean-Eudes Maurice  |     |     |
| Manager:          |    |                     |     |     |
| Antoine Kombouaré |    |                     |     |     |

| Equipo de árbitros - Árbitros asistentes: - Béchir Hassani (Túnez) - Yamen Malloulchi (Túnez) - Cuarto árbitro: Herzi Riadh (Túnez) | Reglas del partido - 90 minutos. - Tanda de penaltis en caso de empate tras los 90 minutos. - Seis cambios permitidos como máximo. |